# Commelina
Genre
Commelina est un genre de plantes à fleur appartenant à la famille des Commelinaceae. Il comprend à peu près 170 espèces.

## Liste des variétés, espèces et sous-espèces
Selon Catalogue of Life (23 septembre 2017) :
- Commelina acutispatha De Wild.
- Commelina acutissima Urb.
- Commelina africana L.
- Commelina agrostophylla F.Muell.
- Commelina albescens Hassk.
- Commelina albiflora Faden
- Commelina amplexicaulis Hassk.
- Commelina appendiculata C.B.Clarke
- Commelina arenicola Faden
- Commelina ascendens J.K.Morton
- Commelina aspera G.Don ex Benth.
- Commelina attenuata K.D.Koenig ex Vahl
- Commelina aurantiiflora Faden & Raynsf.
- Commelina auriculata Blume
- Commelina avenifolia J.Graham
- Commelina bambusifolia Matuda
- Commelina bambusifolioides Matuda
- Commelina bangii Rusby
- Commelina barbata Lam.
- Commelina beccariana Martelli
- Commelina bella Oberm.
- Commelina benghalensis L.
- Commelina bequaertii De Wild.
- Commelina boissieriana C.B.Clarke
- Commelina bracteosa Hassk.
- Commelina bravoa Matuda
- Commelina cameroonensis J.K.Morton
- Commelina capitata Benth.
- Commelina caroliniana Walter
- Commelina chamissonis Klotzsch ex C.B.Clarke
- Commelina chayaensis Faden
- Commelina ciliata Stanley
- Commelina clarkeana K.Schum.
- Commelina clavata C.B.Clarke
- Commelina clavatoides Nampy & S.M.Joseph
- Commelina coelestis Willd.
- Commelina communis L.
- Commelina congesta C.B.Clarke
- Commelina congestipantha López-Ferr., Espejo & Ceja
- Commelina corbisieri De Wild.
- Commelina corradii Chiov. ex Chiarugi
- Commelina crassicaulis C.B.Clarke
- Commelina cufodontii Chiov.
- Commelina cyanea R.Br.
- Commelina dammeriana K.Schum.
- Commelina deflexa Rusby
- Commelina dekindtiana Fritsch
- Commelina demissa C.B.Clarke
- Commelina dianthifolia Redouté
- Commelina diffusa Burm.f.
- Commelina disperma Faden
- Commelina droogmansiana De Wild.
- Commelina eckloniana Kunth
- Commelina elliptica Kunth
- Commelina ensifolia R.Br.
- Commelina erecta L.
- Commelina fasciculata Ruiz & Pav.
- Commelina fluviatilis Brenan
- Commelina foliacea Chiov.
- Commelina forskaolii Vahl
- Commelina frutescens Faden
- Commelina gambiae C.B.Clarke
- Commelina gelatinosa Edgew.
- Commelina geniculata Desv. ex Ham.
- Commelina giorgii De Wild.
- Commelina gourmaensis A.Chev.
- Commelina grandis Brenan
- Commelina grossa C.B.Clarke
- Commelina guaranitica C.B.Clarke ex Chodat & Hassl.
- Commelina haitiensis Urb. & Ekman
- Commelina heterosperma Blatt. & Hallb.
- Commelina hispida Ruiz & Pav.
- Commelina hockii De Wild.
- Commelina holubii C.B.Clarke
- Commelina homblei De Wild.
- Commelina huillensis Welw. ex C.B.Clarke
- Commelina humblotii H.Perrier
- Commelina imberbis Ehrenb. ex Hassk.
- Commelina indehiscens E.Barnes
- Commelina irumuensis De Wild.
- Commelina jaliscana Matuda
- Commelina jamesonii C.B.Clarke
- Commelina kapiriensis De Wild.
- Commelina kilanga De Wild.
- Commelina kisantuensis De Wild.
- Commelina kitaleensis Faden
- Commelina kituloensis Faden
- Commelina kotschyi Hassk.
- Commelina lanceolata R.Br.
- Commelina latifolia Hochst. ex A.Rich.
- Commelina leiocarpa Benth.
- Commelina longicapsa C.B.Clarke
- Commelina longifolia Lam.
- Commelina loureiroi Kunth
- Commelina lukei Faden
- Commelina lukonzolwensis De Wild.
- Commelina luteiflora De Wild.
- Commelina luzonensis Elmer
- Commelina macrospatha Gilg & Ledermann ex Mildbr.
- Commelina macrosperma J.K.Morton
- Commelina maculata Edgew.
- Commelina madagascarica C.B.Clarke
- Commelina major H.Perrier
- Commelina martyrum H.Lév.
- Commelina mascarenica C.B.Clarke
- Commelina mathewsii (C.B.Clarke) Faden & D.R.Hunt
- Commelina melanorrhiza Faden
- Commelina membranacea Robyns
- Commelina mensensis Schweinf.
- Commelina merkeri K.Schum.
- Commelina microspatha K.Schum.
- Commelina milne-redheadii Faden
- Commelina minor Y.N.Lee & Y.C.Oh
- Commelina modesta Oberm.
- Commelina montigena H.Perrier
- Commelina mwatayamvoana P.A.Duvign. & Dewit
- Commelina neurophylla C.B.Clarke
- Commelina nigritana Benth.
- Commelina nivea López-Ferr., Espejo & Ceja
- Commelina nyasensis C.B.Clarke
- Commelina obliqua Vahl
- Commelina oligotricha Miq.
- Commelina orchidophylla Faden & Layton
- Commelina paleata Hassk.
- Commelina pallida Willd.
- Commelina pallidispatha Faden
- Commelina paludosa Blume
- Commelina petersii Hassk.
- Commelina phaeochaeta Chiov.
- Commelina platyphylla Klotzsch ex Seub.
- Commelina polhillii Faden & M.H.Alford
- Commelina pseudopurpurea Faden
- Commelina pseudoscaposa De Wild.
- Commelina purpurea C.B.Clarke
- Commelina pycnospatha Brenan
- Commelina pynaertii De Wild.
- Commelina quarrei De Wild.
- Commelina queretarensis López-Ferr., Espejo & Ceja
- Commelina quitensis Benth.
- Commelina ramosissima López-Ferr., Espejo & Ceja
- Commelina ramulosa (C.B.Clarke) H.Perrier
- Commelina reptans Brenan
- Commelina reticulata Stanley
- Commelina reygaertii De Wild.
- Commelina rhodesica Norl.
- Commelina robynsii De Wild.
- Commelina rogersii Burtt Davy
- Commelina rosulata Faden & Layton
- Commelina ruandensis De Wild.
- Commelina rufipes Seub.
- Commelina rupicola Font Quer ex Emb. & Maire
- Commelina rzedowskii López-Ferr., Espejo & Ceja
- Commelina saxatilis H.Perrier
- Commelina saxosa De Wild.
- Commelina scabra Benth.
- Commelina scandens Welw. ex C.B.Clarke
- Commelina scaposa C.B.Clarke ex De Wild. & T.Durand
- Commelina schinzii C.B.Clarke
- Commelina schliebenii Mildbr.
- Commelina schomburgkiana Klotzsch
- Commelina schweinfurthii C.B.Clarke
- Commelina shinsendaensis De Wild.
- Commelina sikkimensis C.B.Clarke
- Commelina singularis Vell.
- Commelina socorrogonzaleziae Espejo & López-Ferr.
- Commelina somalensis Chiov.
- Commelina spectabilis C.B.Clarke
- Commelina sphaerorrhizoma Faden & Layton
- Commelina standleyi Steyerm.
- Commelina stefaniniana Chiov.
- Commelina subcucullata C.B.Clarke
- Commelina subscabrifolia De Wild.
- Commelina subulata Roth
- Commelina suffruticosa Blume
- Commelina sulcatisperma Faden
- Commelina sylvatica De Wild.
- Commelina texcocana Matuda
- Commelina trachysperma Chiov.
- Commelina transversifolia De Wild.
- Commelina triangulispatha Mildbr.
- Commelina tricarinata Stanley
- Commelina tricolor E.Barnes
- Commelina trilobosperma K.Schum.
- Commelina tuberosa L.
- Commelina umbellata Schumach. & Thonn.
- Commelina undulata R.Br.
- Commelina ussilensis Schweinf.
- Commelina velutina Mildbr.
- Commelina vermoesenii De Wild.
- Commelina vilavelhensis Corrêa da Maia, Cervi & Tardivo
- Commelina villosa C.B.Clarke ex Chodat & Hassl.
- Commelina virginica L.
- Commelina welwitschii C.B.Clarke
- Commelina wightii Raizada
- Commelina zambesica C.B.Clarke
- Commelina zenkeri C.B.Clarke
- Commelina zeylanica Falkenb.
- Commelina zigzag P.A.Duvign. & Dewit

Selon ITIS (23 septembre 2017) :
- Commelina benghalensis L.
- Commelina caroliniana Walter
- Commelina coelestis Willd.
- Commelina communis L.
- Commelina dianthifolia Delile
- Commelina diffusa Burm. f.
- Commelina erecta L.
- Commelina forskaolii Vahl
- Commelina gambiae C.B. Clarke
- Commelina latifolia Hochst. ex A. Rich.
- Commelina nigritana Benth.
- Commelina rufipes Seub.
- Commelina tuberosa L.
- Commelina virginica L.

Selon NCBI (23 septembre 2017) :
- Commelina africana
  - variété Commelina africana var. villosior
- Commelina benghalensis
- Commelina bracteosa
- Commelina capitata
- Commelina coelestis
- Commelina communis
  - variété Commelina communis var. ludens
- Commelina congesta
- Commelina dianthifolia
- Commelina diffusa
- Commelina eckloniana
  - sous-espèce Commelina eckloniana subsp. nairobiensis
- Commelina ensifolia
- Commelina erecta
- Commelina fluviatilis
- Commelina foliacea
  - sous-espèce Commelina foliacea subsp. amplexicaulis
- Commelina imberbis
- Commelina lukei
- Commelina mascarenica
- Commelina paludosa
- Commelina purpurea
- Commelina reptans
- Commelina schliebenii
- Commelina virginica
- Commelina welwitschii

Selon The Plant List (23 septembre 2017) :
- Commelina acutispatha De Wild.
- Commelina acutissima Urb.
- Commelina africana L.
- Commelina agrostophylla F.Muell.
- Commelina albescens Hassk.
- Commelina albiflora Faden
- Commelina amplexicaulis Hassk.
- Commelina angustissima K.Schum.
- Commelina appendiculata C.B.Clarke
- Commelina arenicola Faden
- Commelina ascendens J.K.Morton
- Commelina aspera G.Don ex Benth.
- Commelina attenuata K.D.Koenig ex Vahl
- Commelina aurantiiflora Faden & Raynsf.
- Commelina auriculata Blume
- Commelina avenifolia J.Graham
- Commelina bambusifolia Matuda
- Commelina bambusifolioides Matuda
- Commelina bangii Rusby
- Commelina barbata Lam.
- Commelina beccariana Martelli
- Commelina bella Oberm.
- Commelina benghalensis L.
- Commelina bequaertii De Wild.
- Commelina bianoensis De Wild.
- Commelina boissieriana C.B.Clarke
- Commelina bracteosa Hassk.
- Commelina bravoa Matuda
- Commelina cameroonensis J.K.Morton
- Commelina capitata Benth.
- Commelina caroliniana Walter
- Commelina carsonii C.B.Clarke
- Commelina cecilae C.B.Clarke
- Commelina chamissonis Klotzsch ex C.B.Clarke
- Commelina ciliata Stanley
- Commelina claessensii De Wild.
- Commelina clarkeana K.Schum.
- Commelina clavata C.B.Clarke
- Commelina coelestis Willd.
- Commelina communis L.
- Commelina congesta C.B.Clarke
- Commelina congestipantha López-Ferr., Espejo & Ceja
- Commelina corbisieri De Wild.
- Commelina corradii Chiov. ex Chiarugi
- Commelina crassicaulis C.B.Clarke
- Commelina critica De Wild.
- Commelina cufodontii Chiov.
- Commelina cuneata C.B.Clarke
- Commelina cyanea R.Br.
- Commelina dammeriana K.Schum.
- Commelina deflexa Rusby
- Commelina dekindtiana Fritsch
- Commelina demissa C.B.Clarke
- Commelina dianthifolia Delile
- Commelina diffusa Burm.f.
- Commelina disperma Faden
- Commelina droogmansiana De Wild.
- Commelina echinosperma K.Schum.
- Commelina echinulata Lebrun & Taton
- Commelina eckloniana Kunth
- Commelina elgonensis Bullock
- Commelina elliptica Kunth
- Commelina ensifolia R.Br.
- Commelina erecta L.
- Commelina fasciculata Ruiz & Pav.
- Commelina firma Welw. ex C.B.Clarke
- Commelina fluviatilis Brenan
- Commelina foliacea Chiov.
- Commelina forskaolii Vahl
- Commelina forsskalii Vahl
- Commelina frutescens Faden
- Commelina gelatinosa Edgew.
- Commelina geniculata Ham.
- Commelina giorgii De Wild.
- Commelina gourmaensis A.Chev.
- Commelina grandis Brenan
- Commelina grossa C.B.Clarke
- Commelina guaranitica C.B.Clarke ex Chodat & Hassl.
- Commelina haitiensis Urb. & Ekman
- Commelina heterosperma Blatt. & Hallb.
- Commelina hispida Ruiz & Pav.
- Commelina hockii De Wild.
- Commelina holubii C.B.Clarke
- Commelina homblei De Wild.
- Commelina huillensis Welw. ex C.B.Clarke
- Commelina humblotii H.Perrier
- Commelina imberbis Ehrenb. ex Hassk.
- Commelina indehiscens E.Barnes
- Commelina irumuensis De Wild.
- Commelina jaliscana Matuda
- Commelina jamesonii C.B.Clarke
- Commelina kapiriensis De Wild.
- Commelina kilanga De Wild.
- Commelina kilimandscharica K.Schum.
- Commelina kisantuensis De Wild.
- Commelina kituloensis Faden
- Commelina lagosensis C.B.Clarke
- Commelina lanceolata R.Br.
- Commelina latifolia Hochst. ex A.Rich.
- Commelina leiocarpa Benth.
- Commelina livingstonii C.B.Clarke
- Commelina longicapsa C.B.Clarke
- Commelina longifolia Lam.
- Commelina loureiroi Kunth
- Commelina lukei Faden
- Commelina lukonzolwensis De Wild.
- Commelina luteiflora De Wild.
- Commelina luzonensis Elmer
- Commelina macrospatha Gilg & Ledermann ex Mildbr.
- Commelina macrosperma J.K.Morton
- Commelina maculata Edgew.
- Commelina madagascarica C.B.Clarke
- Commelina major H.Perrier
- Commelina martyrum H.Lév.
- Commelina mascarenica C.B.Clarke
- Commelina mathewsii (C.B.Clarke) Faden & D.R.Hunt
- Commelina melanorrhiza Faden
- Commelina membranacea Robyns
- Commelina mensensis Schweinf.
- Commelina merkeri K.Schum.
- Commelina microspatha K.Schum.
- Commelina milne-redheadii Faden
- Commelina minor Y.N.Lee & Y.C.Oh
- Commelina modesta Oberm.
- Commelina montigena H.Perrier
- Commelina mwatayamvoana P.A.Duvign. & Dewit
- Commelina nairobiensis Faden
- Commelina neurophylla C.B.Clarke
- Commelina nigritana Benth.
- Commelina nivea López-Ferr., Espejo & Ceja
- Commelina nyasensis C.B.Clarke
- Commelina obliqua Vahl
- Commelina obscura K.Schum.
- Commelina oligotricha Miq.
- Commelina opulens C.B.Clarke
- Commelina orchidophylla Faden & Layton
- Commelina paleata Hassk.
- Commelina pallida Willd.
- Commelina paludosa Blume
- Commelina petersii Hassk.
- Commelina phaeochaeta Chiov.
- Commelina platyphylla Klotzsch ex Seub.
- Commelina polhillii Faden & M.H.Alford
- Commelina praecox T.C.E.Fr.
- Commelina pseudopurpurea Faden
- Commelina pseudoscaposa De Wild.
- Commelina purpurea C.B.Clarke
- Commelina pycnospatha Brenan
- Commelina pynaertii De Wild.
- Commelina pyrrhoblepharis Hassk.
- Commelina quarrei De Wild.
- Commelina queretarensis López-Ferr., Espejo & Ceja
- Commelina quitensis Benth.
- Commelina ramosissima López-Ferr., Espejo & Ceja
- Commelina ramulosa (C.B.Clarke) H.Perrier
- Commelina reflexa Rusby
- Commelina reptans Brenan
- Commelina reticulata Stanley
- Commelina reygaertii De Wild.
- Commelina rhodesica Norl.
- Commelina robynsii De Wild.
- Commelina rogersii Burtt Davy
- Commelina rosulata Faden & Layton
- Commelina ruandensis De Wild.
- Commelina rufipes Seub.
- Commelina rufociliata C.B.Clarke
- Commelina rupicola Font Quer ex Emb. & Maire
- Commelina rzedowskii López-Ferr., Espejo & Ceja
- Commelina sabatieri C.B.Clarke
- Commelina saxatilis H.Perrier
- Commelina saxosa De Wild.
- Commelina scabra Benth.
- Commelina scaposa C.B.Clarke ex De Wild. & T.Durand
- Commelina schinzii C.B.Clarke
- Commelina schliebenii Mildbr.
- Commelina schomburgkiana Klotzsch
- Commelina schweinfurthii C.B.Clarke
- Commelina shinsendaensis De Wild.
- Commelina sikkimensis C.B.Clarke
- Commelina singularis Vell.
- Commelina socorrogonzaleziae Espejo & López-Ferr.
- Commelina somalensis Chiov.
- Commelina spectabilis C.B.Clarke
- Commelina sphaerorrhizoma Faden & Layton
- Commelina standleyi Steyerm.
- Commelina stefaniniana Chiov.
- Commelina stolzii Mildbr.
- Commelina subcucullata C.B.Clarke
- Commelina subscabrifolia De Wild.
- Commelina subulata Roth
- Commelina suffruticosa Blume
- Commelina sylvatica De Wild.
- Commelina texcocana Matuda
- Commelina thomasii Hutch.
- Commelina trachysperma Chiov.
- Commelina transversifolia De Wild.
- Commelina triangulispatha Mildbr.
- Commelina tricarinata Stanley
- Commelina tricolor E.Barnes
- Commelina trilobosperma K.Schum.
- Commelina tuberosa L.
- Commelina umbellata Schumach. & Thonn.
- Commelina undulata R.Br.
- Commelina ussilensis Schweinf.
- Commelina vanderystii De Wild.
- Commelina velutina Mildbr.
- Commelina vermoesenii De Wild.
- Commelina villosa C.B.Clarke ex Chodat & Hassl.
- Commelina virginica L.
- Commelina welwitschii C.B.Clarke
- Commelina wightii Raizada
- Commelina zambesica C.B.Clarke
- Commelina zenkeri C.B.Clarke
- Commelina zeylanica Falkenb.
- Commelina zigzag P.A.Duvign. & Dewit

Selon Tropicos (23 septembre 2017) (Attention liste brute contenant possiblement des synonymes) :
- Commelina acuminata (R. Br.) Poir.
- Commelina acutispatha De Wild.
- Commelina acutissima Urb.
- Commelina aequinoctialis P. Beauv.
- Commelina aethiopica C.B. Clarke
- Commelina affinis (R. Br.) Poir.
- Commelina africana L.
- Commelina agraria Kunth
- Commelina agrostophylla F. Muell.
- Commelina alba Buch.-Ham. ex C.B. Clarke
- Commelina albescens Hassk.
- Commelina albiflora Faden
- Commelina alisagarensis Kumar & Deodikar
- Commelina alpestris Standl. & Steyerm.
- Commelina ambigua P. Beauv.
- Commelina amphibia A. Chev.
- Commelina amplexicaulis Hassk.
- Commelina angolensis C.B. Clarke
- Commelina angustifolia Michx.
- Commelina angustissima K. Schum.
- Commelina anomala (Torr.) Woodson
- Commelina anthericoides (R. Br.) Poir.
- Commelina appendiculata C.B. Clarke
- Commelina aquatica J.K. Morton
- Commelina arenicola Faden
- Commelina ascendens J.K. Morton
- Commelina aspera G. Don ex Benth.
- Commelina assurgens Larrañaga
- Commelina attenuata Vahl
- Commelina aurantiiflora Faden & Raynsf.
- Commelina auriculata Blume
- Commelina avenaefolia Graham, J.
- Commelina avenifolia J. Graham
- Commelina axillaris L.
- Commelina bahiensis Hoffmanns. ex Spreng.
- Commelina baidoensis Chiov.
- Commelina bainesii C.B. Clarke
- Commelina balansae (C.B. Clarke) Herter
- Commelina bambusifolia Matuda
- Commelina bambusifolioides Matuda
- Commelina bangii Rusby
- Commelina barbata Bojer
- Commelina beccariana Martelli
- Commelina bella Oberm.
- Commelina benghalensis L.
- Commelina beniniensis P. Beauv.
- Commelina bequaertii De Wild.
- Commelina bianoensis De Wild.
- Commelina bibracteata Wied-Neuw.
- Commelina bicolor Poepp. ex Kunth
- Commelina biflora (R. Br.) Poir.
- Commelina blainii (C. Wright) Woodson
- Commelina blumei A. Dietr.
- Commelina boehmiana K. Schum.
- Commelina boissieriana C.B. Clarke
- Commelina boucheana Roem. & Schult.
- Commelina bracteolata Lam.
- Commelina bracteosa Hassk.
- Commelina bravoa Matuda
- Commelina buchananii C.B. Clarke
- Commelina caerulea Salisb.
- Commelina caespitosa Roxb.
- Commelina cameroonensis J.K. Morton
- Commelina canariensis C. Sm.
- Commelina canescens Vahl
- Commelina capitata Benth.
- Commelina cardiocephala Kunze ex C.B. Clarke
- Commelina cardiosepala Kunze
- Commelina caripensis Kunth
- Commelina carnea Schltdl.
- Commelina caroliniana Walter
- Commelina carsonii C.B. Clarke
- Commelina cavaleriei H. Lév.
- Commelina cayennensis Rich.
- Commelina cecilae C.B. Clarke
- Commelina cespitosa Roxb.
- Commelina chamissonis Klotzsch ex C.B. Clarke
- Commelina chantransia Roem. & Schult.
- Commelina chayaensis Faden
- Commelina chinensis Osbeck
- Commelina ciliata (Ewart & M'Lennan) Stanley
- Commelina claessensii De Wild.
- Commelina clandestina Kunth
- Commelina clarkeana K. Schum.
- Commelina clavata C.B. Clarke
- Commelina coelestis Willd.
- Commelina commelinoides Forssk.
- Commelina communis L.
- Commelina comosa E. Mey.
- Commelina condensata C.B. Clarke
- Commelina congesta C.B. Clarke
- Commelina congestipantha López-Ferr., Espejo & Ceja
- Commelina conspicua Blume
- Commelina corbisieri De Wild.
- Commelina cordifolia A. Rich.
- Commelina coreana H. Lév.
- Commelina corradii Chiov.
- Commelina crassicaulis C.B. Clarke
- Commelina crispa Wooton
- Commelina crispata (R. Br.) Poir.
- Commelina cristata L.
- Commelina critica De Wild.
- Commelina cucullata L.
- Commelina cufodontii Chiov.
- Commelina cuneata C.B. Clarke
- Commelina cyanantha N. Rojas
- Commelina cyanea R. Br.
- Commelina cymosa Blume
- Commelina dammeriana K. Schum.
- Commelina debilis Kunth
- Commelina decumbens E. Mey. ex C. Presl
- Commelina deficiens Hook.
- Commelina deflexa Rusby
- Commelina dekindtiana Karl Fritsch
- Commelina delicatula Schltdl.
- Commelina delphinifolia
- Commelina demissa C.B. Clarke
- Commelina densiflora Blume
- Commelina diabolica Koidz.
- Commelina dianthifolia Delile
- Commelina didyma Steud.
- Commelina dielsii Herter
- Commelina diffusa Burm. f.
- Commelina dinteri Mildbr.
- Commelina disperma Faden
- Commelina divaricata Vahl
- Commelina donii A. Dietr.
- Commelina droogmansiana De Wild.
- Commelina dubia Jacq.
- Commelina ebracteata Ehrenb. ex Schweinf.
- Commelina echinosperma K. Schum.
- Commelina echinulata Lebrun & Taton
- Commelina eckloniana Kunth
- Commelina edulis A. Rich.
- Commelina efoveolatum (C.B. Clarke) L.M. Campb.
- Commelina ehrenbergiana Link, Klotzsch & Otto
- Commelina elata Vahl
- Commelina elegans Kunth
- Commelina elegantula K. Schum.
- Commelina elgonensis Bullock
- Commelina elliotii C.B. Clarke & Rendle ex Scott-Elliot
- Commelina elliptica Kunth
- Commelina elongata (G. Mey.) Woodson
- Commelina ensifolia F. Muell.
- Commelina erecta L.
- Commelina falcata Hassk.
- Commelina fasciculata Ruiz & Pav.
- Commelina fastigiata Schltr.
- Commelina filifolia K. Schum.
- Commelina firma Welw. ex C.B. Clarke
- Commelina flava Salisb.
- Commelina floribunda Kunth
- Commelina fluviatilis Brenan
- Commelina foecunda
- Commelina foliacea Chiov.
- Commelina formosa Graham
- Commelina forskalaei Vahl
- Commelina forskalii Hochst. ex C.B. Clarke
- Commelina frutescens Faden
- Commelina gambiae C.B. Clarke
- Commelina gelatinosa Edgew.
- Commelina geniculata Desv. ex Ham.
- Commelina gerrardii C.B. Clarke
- Commelina gigantea Vahl
- Commelina gigas Small
- Commelina giorgii De Wild.
- Commelina glabra C.B. Clarke
- Commelina glabrata Kunth
- Commelina gourmaensis A. Chev.
- Commelina gracilis Ruiz & Pav.
- Commelina graminea (R. Br.) Poir.
- Commelina graminifolia Kunth
- Commelina grandiflora Ten.
- Commelina grandis Brenan
- Commelina grossa C.B. Clarke
- Commelina guaranitica C.B. Clarke ex Chodat & Hassl.
- Commelina guianensis Klotzsch
- Commelina guineensis Hua
- Commelina haitiensis Urb. & Ekman
- Commelina hamiltonii Spreng.
- Commelina hamipila C. Wright
- Commelina harcocuskii Ten.
- Commelina hasskarlii C.B. Clarke
- Commelina herbacea Roxb.
- Commelina heterosperma Blatt. & Hallb.
- Commelina heudelotii C.B. Clarke
- Commelina hexandra Aubl.
- Commelina hirsuta Hochst. ex A. Rich.
- Commelina hirtella Vahl
- Commelina hispida Ham. ex Spreng.
- Commelina hjertingii Matuda
- Commelina hockii De Wild.
- Commelina hoffmanni Hassk.
- Commelina holubii C.B. Clarke
- Commelina homblei De Wild.
- Commelina hookeri A. Dietr.
- Commelina hookeriana Spreng.
- Commelina huillensis Welw. ex C.B. Clarke
- Commelina humbloti H. Perrier
- Commelina humilis Klotzsch ex C.B. Clarke
- Commelina ignorata Kunth
- Commelina imberbis Ehrenb. ex Hassk.
- Commelina indehiscens C.B. Clarke
- Commelina intermedia Schltdl.
- Commelina involucrosa A. Rich.
- Commelina irumuensis De Wild.
- Commelina jacobii Fisch.
- Commelina jaliscana Matuda
- Commelina jamesonii C.B. Clarke
- Commelina japonica Kunth
- Commelina kabarensis De Wild.
- Commelina kagerensis Lebrun & Taton
- Commelina kapiriensis De Wild.
- Commelina karooica C.B. Clarke
- Commelina karwinskiana Kunth
- Commelina karwinskii Mart. ex Kunth
- Commelina kilanga De Wild.
- Commelina kilimandscharica K. Schum.
- Commelina kirkii C.B. Clarke
- Commelina kisantuensis De Wild.
- Commelina kitaleensis Faden
- Commelina kituloensis Faden
- Commelina kotschyi Hassk.
- Commelina krebsiana Kunth
- Commelina kurzii C.B. Clarke
- Commelina lagosensis C.B. Clarke
- Commelina lanceolata Benth.
- Commelina lateriticola A. Chev.
- Commelina latifolia Hochst. ex A. Rich.
- Commelina laxa (R. Br.) Poir.
- Commelina leiandra (Torr.) C.B. Clarke
- Commelina leiocarpa Benth.
- Commelina linearifolia Kunth
- Commelina linearis Benth.
- Commelina lineolata Blume
- Commelina livingstonii C.B. Clarke
- Commelina loddigesii Steud.
- Commelina longicapsa C.B. Clarke
- Commelina longicaulis Jacq.
- Commelina longifolia Lam.
- Commelina loniceroides Engl.
- Commelina loureiroi Kunth
- Commelina ludens Miq.
- Commelina lugardii Bullock
- Commelina lukei Faden
- Commelina lukonzolwensis De Wild.
- Commelina lunata B. Heyne ex C.B. Clarke
- Commelina lutea Cordem.
- Commelina luteiflora De Wild.
- Commelina luzonensis Elmer
- Commelina lyallii (C.B. Clarke) H. Perrier
- Commelina macrophylla (R. Br.) Poir.
- Commelina macrospatha Gilg & Ledermann ex Mildbr.
- Commelina macrosperma J.K. Morton
- Commelina maculata Edgew.
- Commelina madagascarica C.B. Clarke
- Commelina major H. Perrier
- Commelina mannii C.B. Clarke
- Commelina martiana Seub.
- Commelina martyrum H. Lév.
- Commelina mascarenica C.B. Clarke
- Commelina mathewsii (C.B. Clarke) Faden & D. R. Hunt
- Commelina medica Lour.
- Commelina melanorrhiza Faden
- Commelina membranacea Robyns
- Commelina mensensis Schweinf.
- Commelina merkeri K. Schum.
- Commelina mexicana C. Presl
- Commelina micrantha Vahl
- Commelina microspatha K. Schum.
- Commelina milne-redheadii Faden
- Commelina minor Y.N. Lee & Y.C. Oh
- Commelina minuta Blume
- Commelina modesta Oberm.
- Commelina mollis Jacq.
- Commelina moluccana Roxb.
- Commelina monadelpha Blume
- Commelina monticola Seub.
- Commelina montigena H. Perrier
- Commelina multicaulis Hochst. ex C.B. Clarke
- Commelina multiflora M. Martens & Galeotti
- Commelina mwatayamvoana J. Duvign. & Dewit
- Commelina nairobiensis Faden
- Commelina nana Roxb.
- Commelina nashii Small
- Commelina nervosa Burm. f.
- Commelina neurophylla C.B. Clarke
- Commelina nigritana Benth.
- Commelina nimmoniana J. Graham
- Commelina nipponica Koidz.
- Commelina nitens Ten.
- Commelina nivea López-Ferr., Espejo & Ceja
- Commelina nudicaulis Burm. f.
- Commelina nudiflora L.
- Commelina nyasensis C.B. Clarke
- Commelina obliqua Vahl
- Commelina oblongifolia Hassk.
- Commelina obscura K. Schum.
- Commelina obtusifolia Vahl
- Commelina ochreata Schauer
- Commelina oligotricha Miq.
- Commelina opulens C.B. Clarke
- Commelina orchidophylla Faden & Daniel J. Layton
- Commelina orchioides Booth ex Lindl.
- Commelina ovato-oblonga (P. Beauv.) Roem. & Schult.
- Commelina pacifica Vahl
- Commelina paleata Hassk.
- Commelina palisotii A. Dietr.
- Commelina pallida Willd.
- Commelina pallidispatha Faden
- Commelina paludosa Blume
- Commelina paniculata Hill
- Commelina papilionacea Burm. f.
- Commelina parviflora Link
- Commelina pedunculosa Spreng. & Link
- Commelina persicariaefolia Wight
- Commelina persicariifolia Delile
- Commelina petersii Hassk.
- Commelina petiolata Abeyw.
- Commelina phaeochaeta Chiov.
- Commelina phalangoides Crantz
- Commelina pilosa Pers.
- Commelina pilosula Rich.
- Commelina platyphylla Klotzsch
- Commelina pohliana Seub.
- Commelina polhillii Faden & M.H. Alford
- Commelina poligama Blanco
- Commelina polyclada Welw. ex C.B. Clarke
- Commelina polygama Roth
- Commelina polyspatha Wight
- Commelina praecox T.C.E. Fr.
- Commelina procurrens Schltdl.
- Commelina prostrata Kunth
- Commelina pseudo-zanonia Kunth
- Commelina pseudopurpurea Faden
- Commelina pseudoscaposa De Wild.
- Commelina puberula Kunth
- Commelina pubescens Hornem.
- Commelina pubinervis Hassk.
- Commelina pumila Royle ex C.B. Clarke
- Commelina purpurea C.B. Clarke
- Commelina pycnospatha Brenan
- Commelina pynaertii De Wild.
- Commelina pyrrhoblepharis Hassk.
- Commelina quarrei De Wild.
- Commelina queretarensis López-Ferr., Espejo & Ceja
- Commelina quitensis Benth.
- Commelina radicans (D. Don) Spreng.
- Commelina radiciflora R. Br. ex C.B. Clarke
- Commelina rafinesquei (Raf.) Kunth
- Commelina rajmahlensis C.B. Clarke
- Commelina ramosissima López-Ferr., Espejo & Ceja
- Commelina ramulosa H. Perrier
- Commelina reflexa Rusby
- Commelina repens Roxb. & H.Heyne ex C.B. Clarke
- Commelina reptans Brenan
- Commelina reticulata Stanley
- Commelina reygaertii De Wild.
- Commelina rhizocarpa Afzel. ex C.B. Clarke
- Commelina rhodesica Norl.
- Commelina robusta Kunth
- Commelina robynsii De Wild.
- Commelina rogersii Burtt Davy
- Commelina rorigera Fisch. ex Ten.
- Commelina rosea Schltdl.
- Commelina roseo-purpurea Herter
- Commelina rosulata Faden & Daniel J. Layton
- Commelina rotusta Kunth
- Commelina ruandensis De Wild.
- Commelina rubens Kunth
- Commelina rufipes Seub.
- Commelina rufociliata C.B. Clarke
- Commelina rugulosa C.B. Clarke
- Commelina rumphii Kostel.
- Commelina rupicola Font Quer ex Emb. & Maire
- Commelina rupiphraga Koidz.
- Commelina rzedowskii López-Ferr., Espejo & Ceja
- Commelina sabatieri C.B. Clarke
- Commelina sagittifolia Hassk.
- Commelina salicifolia Roxb.
- Commelina saxatilis H. Perrier
- Commelina saxicola Small
- Commelina saxosa De Wild.
- Commelina scaberrima Blume
- Commelina scabra Benth.
- Commelina scabrata Seub.
- Commelina scandens Welw. ex C.B. Clarke
- Commelina scapiflora Roxb.
- Commelina scapigera Kunth
- Commelina scaposa C.B. Clarke
- Commelina schimperiana Hochst. ex C.B. Clarke
- Commelina schinzii C.B. Clarke
- Commelina schliebenii Mildbr.
- Commelina schomburgkiana Klotzsch
- Commelina schoubertii Zucc. ex Ten.
- Commelina schweinfurthii C.B. Clarke
- Commelina secundiflora Blume
- Commelina sellowiana Kunth
- Commelina sellowii Schltdl.
- Commelina senegalensis Ten.
- Commelina serrulata Vahl
- Commelina shinsendaensis De Wild.
- Commelina sikkimensis C.B. Clarke
- Commelina siliculosa (R. Br.) Poir.
- Commelina simplex Vahl
- Commelina simsonii C.B. Clarke
- Commelina singularis Vell.
- Commelina sinica (Ker Gawl.) Roem. & Schult.
- Commelina socorrogonzaleziae Espejo & López-Ferr.
- Commelina somalensis Chiov.
- Commelina speciosa (L. f.) Thunb.
- Commelina spectabilis C.B. Clarke
- Commelina sphaerorrhizoma Faden & Daniel J. Layton
- Commelina sphaerosperma C.B. Clarke
- Commelina spicata Steud.
- Commelina spirata L.
- Commelina standleyi Steyerm.
- Commelina stefaniniana Chiov.
- Commelina stolzii Mildbr.
- Commelina striata Edgew.
- Commelina stricta Desf.
- Commelina subalbescens Berhaut
- Commelina subamplectens Hassk.
- Commelina subaurantiaca Hochst. ex Kunth
- Commelina subcucullata C.B. Clarke
- Commelina subscabrifolia De Wild.
- Commelina subulata Roth
- Commelina suffruticosa Blume
- Commelina sulcata Willd. ex Roem. & Schult.
- Commelina sulcatisperma Faden
- Commelina swingleana Nash
- Commelina sylvatica De Wild.
- Commelina taiwaniana S.S. Ying
- Commelina tenuis Roth
- Commelina texcocana Matuda
- Commelina thomasii Hutch.
- Commelina thwaitesii Hook. f.
- Commelina tinctoria Nees
- Commelina trachysperma Chiov.
- Commelina transversifolia De Wild.
- Commelina triangulispatha Mildbr.
- Commelina tricarinata Stanley
- Commelina tricolor E. Barnes
- Commelina trilobosperma
- Commelina truncata Willd.
- Commelina tuberosa L.
- Commelina turbinata Vahl
- Commelina umbellata Schumach. & Thonn.
- Commelina umbrosa Vahl
- Commelina uncata C.B. Clarke
- Commelina undulata R. Br.
- Commelina ussilensis Schweinf.
- Commelina vaginata L.
- Commelina vanderystii De Wild.
- Commelina variabilis Schltdl.
- Commelina velutina Mildbr.
- Commelina venusta C.B. Clarke
- Commelina vermoesenii De Wild.
- Commelina vestita Seub.
- Commelina vilavelhensis Corrêa da Maia, Cervi & Tardivo
- Commelina villosa C.B. Clarke ex Chodat & Hassl.
- Commelina villosiuscula Sol. ex C.B. Clarke
- Commelina vilosa C.B. Clarke ex Chodat & Hassl.
- Commelina violacea C.B. Clarke
- Commelina virginica L.
- Commelina vogelii C.B. Clarke
- Commelina vulgaris DC.
- Commelina wallichiana Steud.
- Commelina weimarckiana Norl.
- Commelina welwitschii C.B. Clarke
- Commelina werneana Hassk.
- Commelina wightii (Wight) Raizada
- Commelina willdenowii Kunth
- Commelina zambesica C.B. Clarke
- Commelina zanonia L.
- Commelina zenkeri C.B. Clarke
- Commelina zeylanica Falkenb.
- Commelina zigzag P.A. Duvign. & Dewit